# Styringomyia contorta
Styringomyia contorta är en tvåvingeart som beskrevs av Alexander 1956. Styringomyia contorta ingår i släktet Styringomyia och familjen småharkrankar.
Artens utbredningsområde är Uganda. Inga underarter finns listade i Catalogue of Life.